# Renton, Washington
Renton är en stad (city) i King County i delstaten Washington i USA. Staden hade 106 785 invånare, på en yta av 65,36 km² (2020). Den ligger i Seattles storstadsområde.
Flygplanstillverkaren Boeing Commercial Airplanes och spelföretaget Wizards of the Coast har förlagt sina huvudkontor till Renton.

## Kända personer från Renton
- George Stigler, nationalekonom
- Sean Kinney, trumslagare

## Vänorter
Renton har följande vänorter:
- Nishiwaki, Japan
- Cuautla, Mexiko